# I Am the Fire
I Am the Fire è un singolo del gruppo hard rock statunitense Halestorm, il terzo estratto dall'album Into the Wild Life nel 2015.

## Formazione
- Lzzy Hale – voce, chitarra, piano
- Joe Hottinger – chitarra, cori
- Josh Smith – basso, cori
- Arejay Hale – batteria, percussioni, cori

## Classifiche
| Classifica (2015)             | Posizione massima |
| ----------------------------- | ----------------- |
| Stati Uniti (mainstream rock) | 3                 |
| Stati Uniti (rock)            | 40                |
| Stati Uniti (rock airplay)    | 22                |